# Dirk I.
Dirk I. ali Thidericus Fresonie (ok. 875 - ok. 923 ali Andernach, 5. oktober 939 ) je bil frizijski grof, ki je od okoli leta 896 vladal številnim območjem v obalni regiji Zahodne Frizije, kasnejši grofiji Holandije. Njegov oče je bil Gerulf.

## Življenje
Dirk je po očetu podedoval oblast nad Kennemerlandom in Rijnlandom. Podprl je zahodnofrankovskega kralja Karla Preprostega med uporom njegovih vazalov. V zahvalo za to mu je Karel 15. junija 922 podaril cerkev Egmond z vsemi pripadajočimi imetji v Bladelu. Egmond se je nahajal severno od posesti, ki jo je podedoval od Gerulfa, kar je bilo dobro za širjenje posesti proti severu. Kmalu zatem je ustanovil samostan za nune, začetek opatije Egmond. Dal je izkopati truplo Adelberta, po izročilu Willibrordovega spremljevalca, iz cerkve v Egmondu in ga položiti v relikviarij na ali v oltar v ženskem samostanu.

## Pomanjkljivi viri
Morda je bilo več grofov z imenom Dirk skupaj obravnavanih kot Dirk I. To je povsem mogoče, saj takrat ljudje nikoli niso govorili o Dirku, ampak preprosto o grofu Dirku. Zgodovino o prvih grofih Holandije je prvič zapisal Melis Stoke okoli leta 1290. Pisec je uporabil besedila, ki so jih ohranili menihi opatije Egmond. Ker so menihi le zamenjali nune v času vladavine Dirka II., lahko domnevamo, da so bili podatki iz teh (zdaj propadlih) dokumentov pridobljeni verodostojno.

Po listini iz leta 922/923 je Dirk I. umrl leta 922/923 po štiridesetletni vladavini. To bi pomenilo, da bi leta 882 nasledil Gerulfa. Vendar pa je gotovo, da je Gerulf leta 889 pridobil drugo posest. Gerulf je verjetno umrl šele leta 895 ali 896.

## Možni Dirk I. bis (ok. 900–939)
Znano je, da je bil grof Dirk poročen z Gerbergo Hamalandsko (ki naj bi se rodila okoli leta 912), da je bil vpleten v Lotarinški upor leta 939 proti nemškemu kralju Otonu Velikemu in da je bil ubit istega leta v bitki pri Andernachu (kjer Dirk, imel bi približno 65 let). Zaradi teh podatkov je verjetna druga generacija, tj. Dirk I bis, vendar je iz tega obdobja znanih več primerov plemičev, ki so se (ponovno) poročili z mlado žensko ali sodelovali v bitki v starejši letih.

## Poroka in otroci
Dirk se je poročil (leta 928?) z Gerbergo (Geva), hčerko Meginharda IV. Hamalandskega, sina Everharda Saksonskega (ki ga je leta 898 umoril Dirkov brat Waldger !  ), ki je nasledil svojega očeta kot grof Hamalandski in vojvoda Frizijski. Meginhard je bil član delegacije Henrika Ptičarja na njegovem srečanju s Karlom Preprostim leta 921. Dirk in Geva sta imela sina Dirka II., ki je nasledil očeta naslednik grofa zahodne Frizije. Dirk I. je moral imeti tudi sina Gerulfa (II), ki je bil umorjen kot mladostnik ali neporočen moški še pred očetovo smrtjo. Menijo, da je bil starejši brat Dirka II.
Dirk in Gerberga sta pokopana v Opatiji Egmond.
1. ↑  D.J. Henstra, Friese graafschappen tussen Zwin en Wezer, zie o.a. pag. 53, 64, 66, 67, 69, 81, 82, 108.
2. ↑  D.E.H. de Boer & E.H.P. Cordfunke (2010), Graven van Holland, Walburg Pers, Zutphen, p. 19
3. ↑  K. van Vliet, In kringen van de kanunniken, Munster en de kapittels in het bisdom Utrecht 695-1227, 2002, pag. 150
4. ↑  D.J. Henstra, Friese graafschappen tussen Zwin en Wezer, pag. 82.